# Coma-ruga

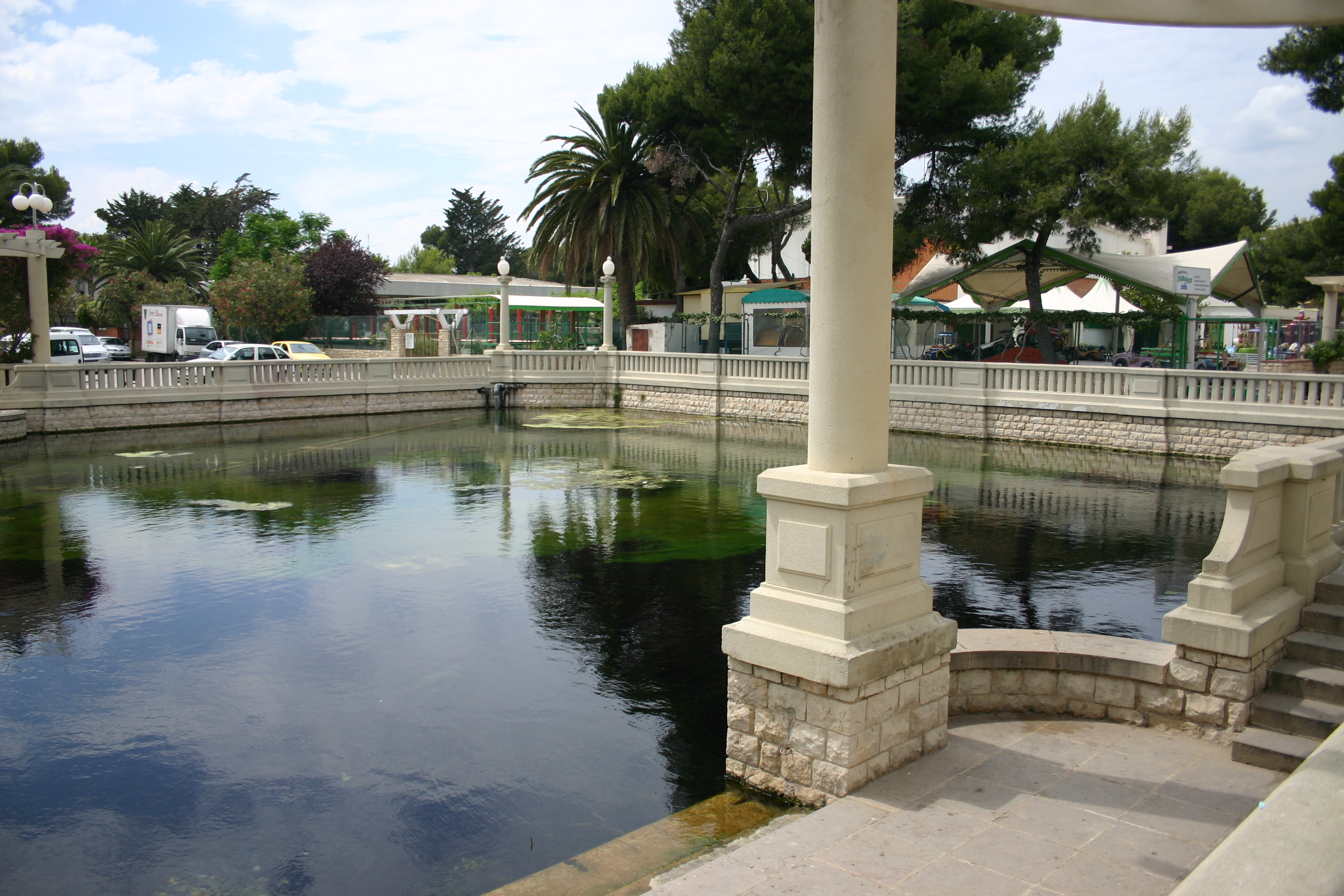
Estany noucentista de Coma-ruga

Coma-ruga és un barri marítim al municipi del Vendrell amb una baixa densitat d'edificació. Va sorgir al voltant d'un balneari, ja desaparegut. Té una platja familiar que limita a llevant amb el Barri Marítim de Sant Salvador; i, a ponent, amb el Barri Marítim del Francàs, ambdós també dins el terme municipal del Vendrell.

## Els col·legis de Coma-ruga
Fins a l'any 1985 l'escola que hi havia a Coma-ruga encara tenia el nom de Col·legi Públic de l'Estació de Sant Vicenç de Calders, però a partir d'aquesta data es canvia per Col·legi Públic "Els Secallets", que ha estat l'única escola del barri marítim del Vendrell, fins al curs 2007-2008, que es posà en funcionament el CEIP Coma-ruga.
Any rere any es va augmentant el nombre d'aules, però arriba un moment que ja no s'hi cap en aquestes instal·lacions i s'han de col·locar 4 aules prefabricades, i l'any 1994 l'escola estrena edifici nou, on, durant un temps, no va haver-hi cap problema d'espai, però el curs 2004-2005, degut al progressiu augment de la població, es va fer insuficient i es van habilitar dues aules al centre cívic, situat al costat de l'escola. El curs 2005-2006 es van acabar les obres per condicionar dues aules més al mateix lloc.